# Emanoul Aghasi
Emanoul Aghasi (Agassian, Agassi, pers. ‏امانوئل آغاسی‎, arab. ‏مانوئل آغاس‎; ur. 25 grudnia 1930 w Salmasie, zm. 24 września 2021 w Las Vegas) – irański bokser. Reprezentant Iranu podczas igrzysk olimpijskich w 1948 w Londynie oraz igrzysk olimpijskich w 1952 w Helsinkach.

## Życiorys
Na igrzyskach w Londynie wystąpił w turnieju wagi koguciej i już w pierwszej rundzie przegrał z Álvaro Vicente z Hiszpanii. Na igrzyskach w Helsinkach wystąpił w turnieju wagi piórkowej i już w pierwszej rundzie przegrał z Leonardem Leichingiem ze Związku Południowej Afryki.
Po emigracji do USA w połowie lat 50. zmienił imię i nazwisko na Mike Agassi. W tym czasie dorabiał, pracując jako windziarz w luksusowym hotelu i kelner w hotelu Landmark, poza tym udzielał lekcji gry w tenisa, po czym został kierownikiem sali w kasynie MGM Grand. W Stanach Zjednoczonych ożenił się z Elizabeth Dudley, z którą miał czworo dzieci, najmłodszym z nich jest tenisista Andre Agassi.
W 2004 opublikował książkę pt. Agassi Story, w której opisał surowe metody, jakich używał, aby uczynić swojego najmłodszego syna tenisistą światowej klasy, ponadto troje starszych dzieci określił mianem „królików doświadczalnych” dla swoich metod treningowych.